# 臧敬五
臧敬五，中华人民共和国医学家。
1984年毕业于上海第二医科大学，1990年获比利时布鲁塞尔自由大学免疫学博士。其后在美国哈佛大学医学院做博士后研究。之後回國，擔任中国科学院上海生命科学研究院健康科学中心主任、教授，兼任上海市免疫学研究所所长，上海高校免疫学E-研究院首席研究员。担任美国NIH评审委员会评委，意大利国家MS协会特邀评委，新西兰国家神经学协会评委等工作。也是《美国国家科学院院刊》，《臨床研究期刊》，《免疫学期刊》，《基因治疗》等医学杂志评委。